# Onfim

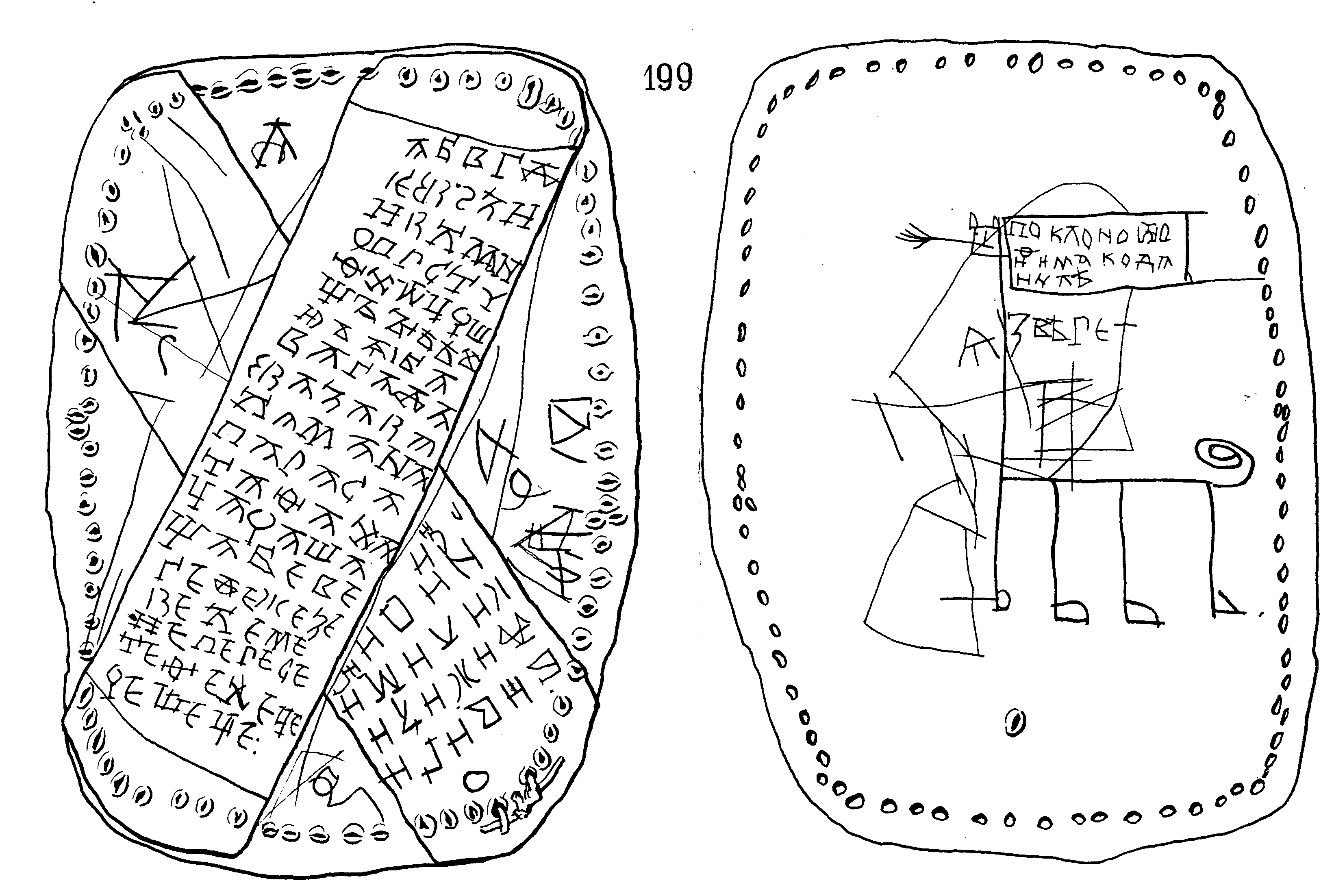
Zeichnungen. Nr. 199

Onfim (Altnowgoroder Dialekt онѳиме, auch Anthemius) war ein Junge, der im 13. Jahrhundert in Nowgorod im heutigen Russland lebte.
Von ihm sind Zeichnungen und Texte auf insgesamt 17 Birkenrindenstücken erhalten. Die Zeichnungen zeigen einfache Tier- oder Personendarstellungen, die Texte sind Alphabetübungen, Psalmzitate und sein Name. Onfim war zu dieser Zeit etwa 6 oder 7 Jahre alt.
Eine der Zeichnungen zeigt einen Ritter auf einem Pferd, der mit einer Lanze jemanden auf dem Boden ersticht, wobei Forscher spekulieren, dass Onfim sich selbst als Ritter dargestellt hat. Die Schriften sind eindeutig Hausaufgaben: Onfim praktizierte, indem er das Alphabet aussprach, Silben wiederholte und Psalmentexte schrieb, die ihm vermutlich vertraut waren. Seine Schrift beinhaltet Sätze wie "Herr, hilf deinem Diener Onfim" und Fragmente aus den Psalmen 6:2 und 27:3; tatsächlich besteht der größte Teil von Onfims Schrift aus Zitaten aus dem Buch der Psalmen.
Die Zeichnungen ragen heraus unter insgesamt über 1100 Texten auf Birkenrinde aus der Kiewer Rus vom 11. bis 15. Jahrhundert.

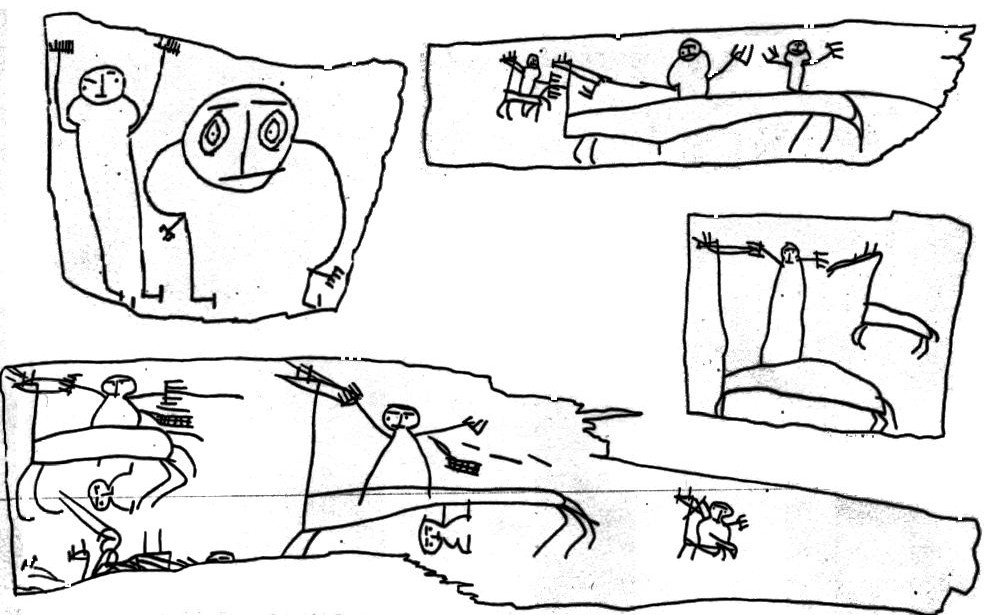
Verschiedene Zeichnungen
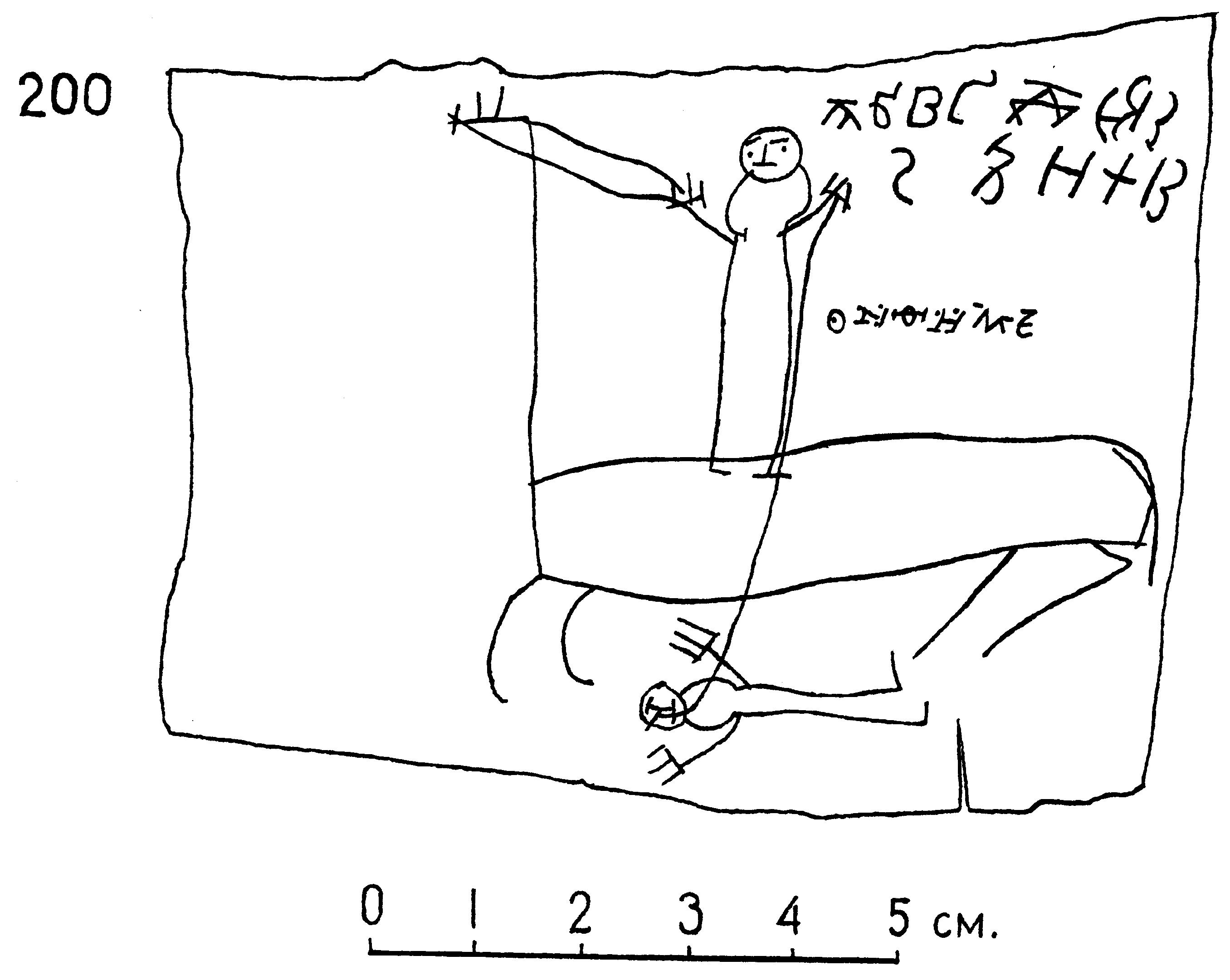
Zeichnung, Nr. 200: Reiter, mit dem Namen "Onfim" rechts, darüber das Alphabet von A bis K
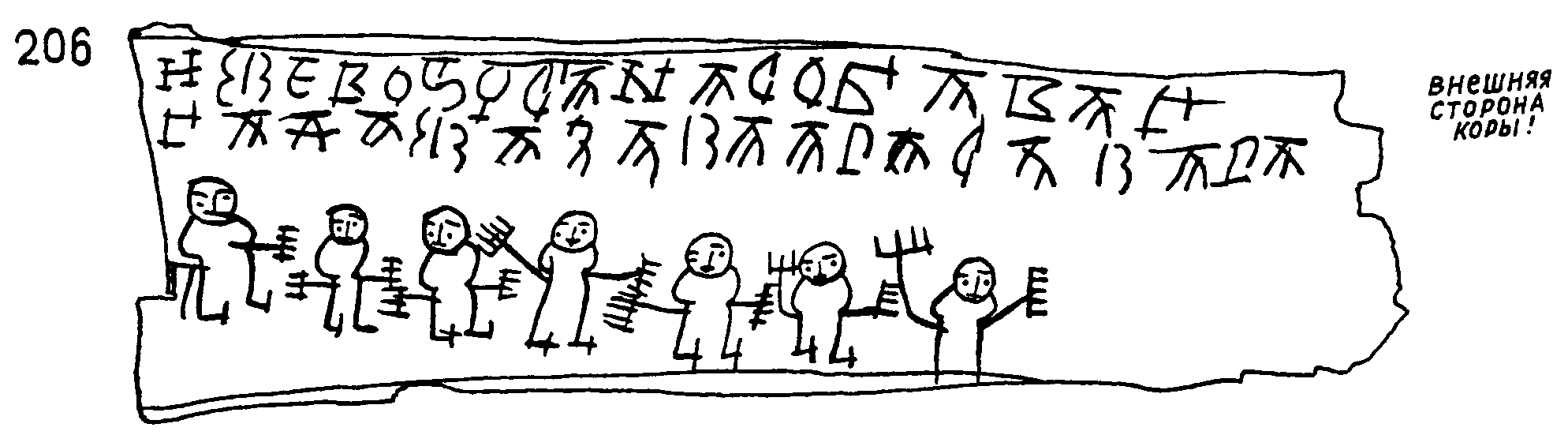
Zeichnung, Nr. 206: „Nun, da die sechste Stunde“, eine Reihe von Verssilben und Bildern.
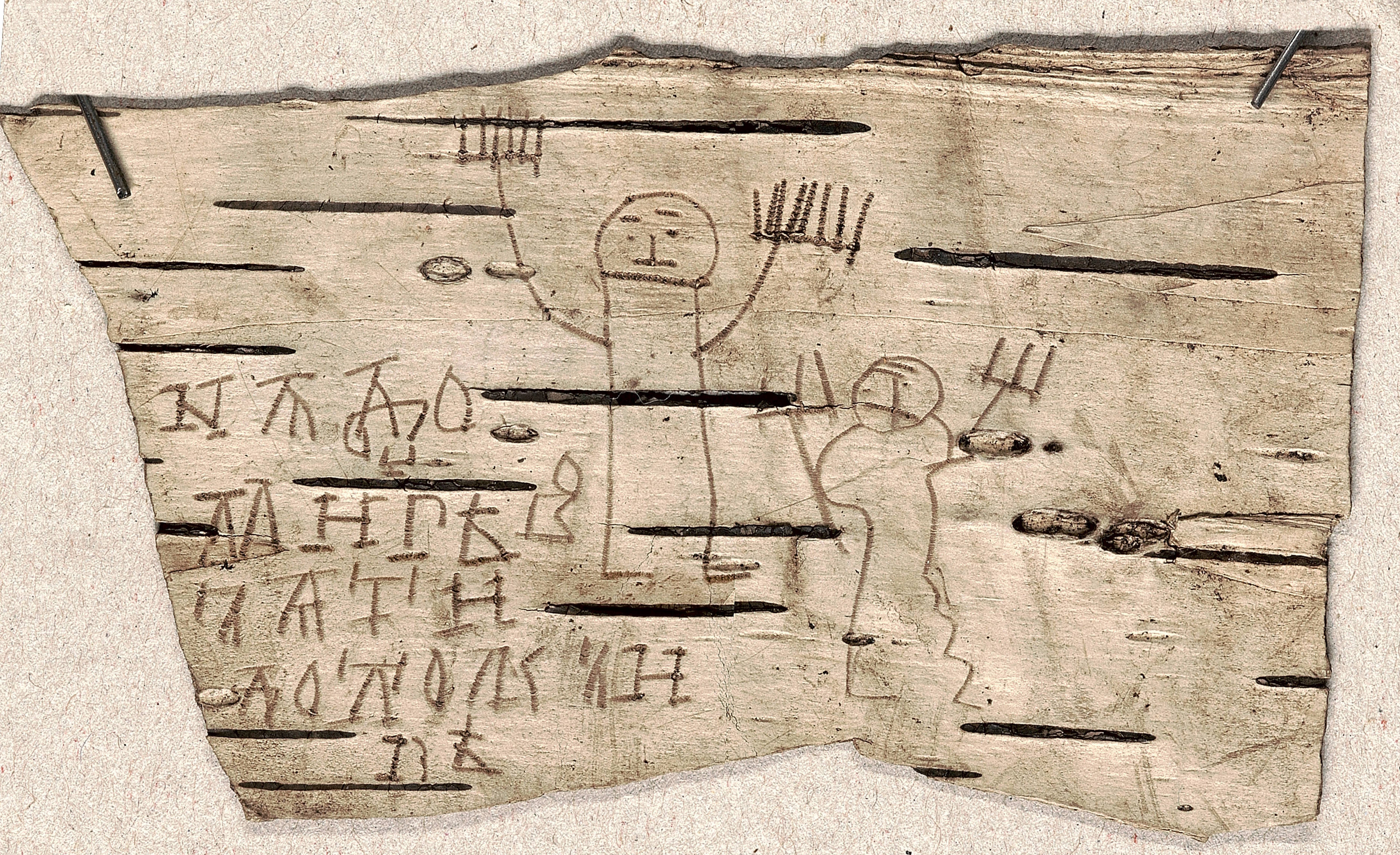
Zeichnung, Nr. 210: Rechtschreibunterricht und Zeichnungen